# Pachylaelapidae
Famille
Les Pachylaelapidae Berlese, 1913 sont une famille d'acariens Mesostigmata. Elle contient 18 genres et plus de 100 espèces. 
Pachyseiini Karg, 1972, Neoparasitidae Oudemans, 1939 et Bulbogamasidae Gu, Wang & Duan, 1991 sont synonymes.

## Classification
- Actinoseius Berlese, 1917
- Beaurieuia Oudemans, 1929
- Brachylaelaps Berlese, 1910
- Elaphrolaelaps Berlese, 1910
  - Elaphrolaelaps (Elaphrolaelaps) Berlese, 1910
  - Elaphrolaelaps (Incisosternum) Elsen, 1974
- Meliponapachys Türk, 1948
- Olopachys Berlese, 1910
  - Olopachys (Olopachys) Berlese, 1910
  - Olopachys (Olopachylaella) Mašán 2007
- Pachylaella Berlese, 1916
- Pachylaelaps Berlese, 1888
  - Pachylaelaps (Pachylaelaps) Berlese, 1888
  - Pachylaelaps (Onchodellus) Berlese, 1904
- Neoparasitus Oudemans, 1901 synonyme Bulbogamasus Gu, Wang & Duan, 1991
- Mirabulbus Liu & Ma, 2001
- Pachyseiulus Moraza & Johnston, 1990
- Pachyseius Berlese, 1910
- Paralaelaps Trägårdh, 1908
- Platylaelaps Berlese, 1905
- Pseudopachys Berlese, 1916
- Pseudopachyseiulus Moraza & Johnston, 1993
- Sphaerolaelaps Berlese, 1903
- Zygoseius Berlese, 1916